# Бакман, Жорж Кретьен
Жорж Кретьен Бакман (фр. Georges Chrétien Bachmann; 1804, Падерборн, Пруссия, — 1842, Брюссель, Бельгия) — бельгийский кларнетист, музыкальный мастер и педагог.
Профессор Брюссельской консерватории (среди его учеников, в частности, Йозеф Блас). По словам историка музыкальных инструментов Линдсея Лэнгвилла, Бакман «был среди тех, кто внёс наиболее значительный вклад в совершенствование конструкции деревянных духовых. <...> Именно ему бельгийские кларнетисты обязаны своим особым качеством звука».